# Agelena littoricola
Agelena littoricola là một loài nhện trong họ Agelenidae.
Loài này thuộc chi Agelena. Agelena littoricola được Embrik Strand miêu tả năm 1913.